# Miklóssy Barna Béla
Miklóssy Barna Béla (Marosvásárhely, 1932. március 1. – 2012. augusztus 28.) grafikus, rézkarcnyomdász.

## Élete
Erdélyből menekült családjával együtt 1944 őszén először Ausztriába, majd három évvel később, 1947 őszén Solymárra. Az anyaországba érkezve sokáig élt a család megbélyegzettként amiatt is, mert Nyugatról jöttek haza – ami rengeteg bizalmatlanságot szült velük szemben –, de amiatt is, mert a család feje odahaza magánvállalkozó volt, saját buszjáratot üzemeltetett Marosvásárhely és Szováta között.
Első anyaországi „munkahelye” egy „átnevelő tábor” volt: mint gyanús osztályidegent, még az 1947-es évben munkatáborba küldték – egy 2002-es interjújában keserű humorral rohamlapátos dombelhárítóként említette akkori „tisztségét” –, ennek során részt vett a Veszprémi Vegyipari Egyetem építési munkáiban is.
A gimnáziumot ugyan még elvégezhette, de egyetemre már nem tudott beiratkozni, csak esti tagozaton tanulhatott, ráadásul az esztétika-filozófia szakot – aminek elvégzésére eredetileg készült – csak a Marxista-Leninista Esti Egyetemen lehetett akkoriban kijárni. Bár családját nehezen fogadták be az új lakóhelyen, ő maga rövid idő alatt meg tudta kedveltetni magát, részint harmonikatudása révén, részint azáltal, hogy szerepet vállalt több helyi amatőr színielőadásban.
Gimnázium után rézkarcnyomdászként helyezkedett el Budapesten, egyúttal otthonában is ki tudott alakítani egy kis műhelyt magának, ahol saját rézkarcokat készíthetett, a Képcsarnok Vállalatnak bedolgozva. Legmagasabb beosztása bankjegynyomó gépmester volt a Pénzjegynyomdánál, részt vett az első papír ötszázas és ezer forintos bankjegy tervezésében és kivitelezésében, valamint számos bélyeg kivitelezésében. A korszak szinte minden rézkarccal foglalkozó képzőművészével dolgozott együtt, rézkarcaik nyomtatásában és sokszorosításában – többek közt Gross Arnolddal, Kondor Lajossal és Szőnyi Istvánnal.
Reformátusként része volt a solymári gyülekezet 1947 utáni megteremtésében, majd az 1980-as években, Szigethy László lelkészsége idején presbiteri megbízatást is vállalt. Az ezredforduló után visszavonult a presbiterségtől, de a solymári református egyházközség örökös tiszteletbeli presbiterré választotta. 80 esztendős korában, 2012. augusztus 28-án hunyt el, Solymáron helyezték örök nyugalomra szeptember 13-án.